# Emericellopsis stolkiae
Emericellopsis stolkiae är en svampart som beskrevs av D.E. Davidson & M. Chr. 1971. Emericellopsis stolkiae ingår i släktet Emericellopsis, ordningen köttkärnsvampar, klassen Sordariomycetes, divisionen sporsäcksvampar och riket svampar.   Inga underarter finns listade i Catalogue of Life.